# 青藏战争
青藏战争，或稱第三次康藏糾紛、第三次中藏戰爭，是西藏噶廈政府为了从马家军夺取青海玉树地区（屬康區）而發起的一场战争。
1932年，受英国支持的西藏政府想将当时与西康省主席刘文辉的战事扩大化，进而开始向青海进军。3月，藏军以玉树地区隶属权有争议的寺庙尕丹寺黄白教派冲突为借口，开始进攻。青海回民将军马步芳大破藏军，并将原屬川邊特別區（後改為西康省）的石渠县、德格县等自1919年即被藏军所占县份收回，藏军被迫退至金沙江另一侧。青海军大捷使得藏军在西康甘孜和新龙两地的补给线受到严重威胁，因而开始撤军。马刘二人警告藏军不要跨过金沙江。8月2日夜，青海军援军与守军配合，彻底击溃包围结古的藏军，藏军损失惨重。达赖喇嘛电至英属印度政府求援。英国对南京國民政府施压，要求国府宣布停火。马刘与达赖双方互派代表签订《岗拖停战协定》，康藏以金沙江为界；后1933年6月15日正式签订《青藏和约》停止战争，青海军退回青海。青海与西康在获胜后联合庆祝。

## 外部連結
- 鄭國良. .  (碩士论文). 國立政治大學歷史學系.   [2020-11-29]. （原始内容存档于2020-07-02）.